# Ruské vojvodství
Ruské vojvodství (polsky Województwo ruskie, ukrajinsky Руське воєводство) byla jednotka správního členění a administrace Koruny polského království od roku 1434 do roku 1772 jako část malopolské provincie polské koruny.

## Historie
Území pozdějšího vojvodství bylo ve 40. letech 14. století připojeno k Polsku za vlády krále Kazimíra III. Velikého. Do té doby zde existovalo Haličsko-volyňské knížectví (resp. Haličsko-volyňské království, též jako Ruské království).
Roku 1434 polský král Vladislav III. Varnenčik udělil haličsko-ruským bojarům práva polské šlechty a do čela administrativy vojvodství postavil vojevodu sídlícího ve Lvově.
Roku 1629 mělo 943 tisíc obyvatel, roku 1677 mělo přes tři tisíce vesnic a 160 měst a městeček. Do roku 1770 počet obyvatel vzrostl na 1495 tisíc.
Vojevodství zaniklo roku 1772, když v prvním dělení Polska Halič připadla habsburské monarchii.

## Symbolika

erby administrativních celků:
Lvovská země
Přemyšlská země
Haličská země
Sanocká země
Chełmská země

korouhve zemí v bitvě u Grunwaldu (1410):
Lvovská země
Přemyšlská země
Haličská země
Chełmská země